# Rosa Navarrová
Rosa Navarrová Barandica (nepřechýleně Rosa Navarro; * 23. března 1955, Barranquilla) je kolumbijská fotografka a umělkyně v oblasti smíšených médií.

## Kariéra
Rosa Navarrová, dcera Carlose Navarra Orozca a Rosy Maríi Barandici, byla umění vystavena od svého narození, protože její matka byla umělkyní, která pracovala s několika médii. V raném věku se Navarrová začala učit a kreslit lidské tělo do mokrého písku, který byl na terase jejího domova. Využívala také dřevo, krabicové kartony a hlínu, kterou získávala z otcovy ladrillerie (cihelné štoly).
Navarrová začala v 80. letech tvořit dílo, které zkoumalo sémiotický význam jejího křestního jména Rosa, které ve španělštině znamená „růže“ i „růžová“. Fotografie z tohoto období jsou autoportréty. 
Navarrová vystavovala v Kolumbii v 80. a 90. letech a získala několik ocenění včetně druhého místa na prvním Salónu Colombo-americano v roce 1982.  Navarrová v současné době žije a má svou galerii v Santo Tomás, Atlántico, Kolumbie. V současné době (2020) také pracuje na uměleckém díle s názvem Rosalogico, které zobrazuje lidskou existenci jako jedinečný fenomén uvnitř krásy, kterou umění dokáže vytvořit.

## Vzdělání
Rosa Navarrová studovala na La Normal de Fátima a pokračovala ve studiu na El Instituto Ariano v Barranquille, kde rozvinula své umělecké portfolio. V roce 1977 nastoupila na fakultu katedry architektury a v roce 1978 pokračovala ve studiu výtvarného umění na La Facultad de Bellas Artes, Universidad del Atlántico, Barranquilla. 

## Umělecké dílo

### ROSA Lenguaje de los Sordomudos, 1981
V roce 1981 několik profesorů jako Antonio Iginio Caro, Alvaro Herazo a Ida Esbra podnítilo Rosu, aby vytvořila své první fotografické dílo s názvem ROSA, inspirované částmi těla a růžovou barvou. Letras "R", "O", "S", A", je odkazem na její jméno. Navarrová hláskuje ROSA ve znakové řeči s každou fotografií jako jedno písmeno a obarveno růžovou. Tento kousek ji inspiroval k vytvořit další jako „Huellas en Rosa“ a  Rosa es una Rosa“;  vytvořila dílo s názvem „La Amorosa, La Furiosa, La Misteriosa“, které obsahovala část výstavy v muzeu Arte Moderno de Medellín, „II Salón Arturo y Rebeca Rabinovich“, v roce 1982.
O povahu květin se začala zajímat v dílech Paula Gauguina a začala pracovat pod svým jménem Rosa, což je také květina. Ve svých fotografiích se nezahrnuje kvůli svému jménu, ale kvůli své identitě a jako symbolu.  V určitých příležitostech používá také slovo Rosa a v některých používá témata a klasické metafory. Použila například klasické téma Dafne, která se poté, co ji Apollo pronásleduje, promění se na vavřínový strom. Používá toto téma, ale také se konvertuje ve svém umění. Z růžového keře se promění v růži.
V roce 1984 byla pozvána, aby předvedla svou práci na „IX. Salónu Atenas“ del Museo de Arte Moderno en Bogotá. Poté vystavovala na salónu “Nominados” de la fundación Gilberto Alzate Avendaño. V roce 1986 obdržela první pozvání k účasti na XXX. Salónu Nacional de artistas en Bogotá. Později se účastní i dalších ročníků XXXII, XXXIV a XXXV. Od té doby byla součástí několika výstav, kde vystavuje své práce: „Rosa de los Vientos“, „Juego de Palabras“, „Romana“, „Rosa Patriótica-Rosa Ecológica“, „Recogiendo Espacio“ a „Rosa Rosae“. Získala vynikající publicitu a uměleckou kritiku, která ji zajistila kariéru v mezinárodním měřítku. Některá z jejích uměleckých děl byla vystavena ve Francii při několika příležitostech, patří mezi ně: „Un Revé Rose pour une Rose“ en el CDI santa Melanine Chantepie (2001), „Mire salle des Fertes de la Chatoais a Vern“ (2002) a „ Fantasía de una Rosa Caribe“ (2007).

### Nacer y Morir de una Rosa, 1982
Nacer y Morir de una Rosa (Narození a smrt růže) je černobílá série sedmi fotografií. Umělecké dílo zobrazuje tvář umělkyně a dvě velké černé růže zakrývající její oči. Na prvních fotografiích začínají růže jako malá poupata, nakonec vyrostou do velkých růží a odumírají.

## Seznam uměleckých děl
- 1981: ROSA Lenguaje de los Sordomudos, želatino-stříbrná fotografie, 20,5 x 11 cm
- 1982: Un Rosa es una Rosa, barevná fotografie, 20 x 25 cm
- 1982: Nacer y Morir de una Rosa, černobílá fotografie, 26 x 20,5 cm[5]
- 1982: Huellas en Rosa, želatino-stříbrná fotografie , 1 9,5 x 25,5 cm
- 1982: Rosa Rosae, dvojexpoziční fotografie, 48 x 58 cm [2]
- 1983: ROSA, černobílá fotografie, 60 x 50 cm
- 1984: Juego de Palabras Amorosa, fotografie, 50 x 60 cm [2]
- 1984: Juego de Palabras Misteriosa, fotografie, 50 x 60 cm [2]
- 1984: Juego de Palabras Furiosa, fotografie, 50 x 60 cm [2]
- 1984: Juego de Palabras Dolorosa, fotografie, 50 x 60 cm [2]
- 1984: Espinas de Rosa, černobílá fotografie, 38 x 48 cm
- 1985: Romana, barevná fotografie, 12 x 18,8 cm, originální dílo: 1x1m, 2x1m [2]
- 1986: Sin Titulo, fotografie, 50x60 cm
- 1986: Rostros para una ceremonia, plátno a fotografie
- 1989: Recogiendo Espacio, fotografie, 20 x 25 cm
- 1989: Rosa de los Vientos, fotografie, 19 x 13,3 cm, originální dílo: 60 x 50 cm
- 1992: Rosa Patriotica, Rosa Ecologica, fotografie, malba a kombinovaná média, 160 x 105 cm

## Samostatné výstavy
- 1984: Rosa Navarro, Galería Quintero, Barranquilla.
- 1986: Retratos para una Ceremonia, Galería Círculo, Santafé de Bogotá.
- 2007: "Fantasía de una Rosa Caribe", La MIR, La Maison Internacionale de Rennes, Francie
- 2012: "El Autoretrato... Una Visión Contemporánea", Biblioteca Luis Eduardo Nieto Arteta, Barranquilla

## Kolektivní výstavy
- 1980: Estudio "Colectiva", Galería La Escuela, Universidad del Atlántico
- 1980: Taller III, Galeria La Escuela, Universidad del Atlántico
- 1982: Segundo Salon Rabinovich, Museo de Arte Moderno, Medellín
- 1982: Primer Salón Colombo Americano, Galería Lincoln, Barranquilla
- 1983: El Cuerpo Como Lenguaje, Museo de Arte Moderno, Cartagena
- 1984: IX Salón Atenas, Museo de Arte Moderno, Bogota
- 1987: Intergraf 87, Berlín. 10 umělců Costeñas, Centro Colombo Americano, Barranquilla
- 1984: Rosa Navarro, Galeria Quintero, Barranquilla
- 1986: Retratos para una ceremonia, Galeria Circulo, Bogota
- 1989: XXXII. Salón Nacional de Artistas, Cartagena
- 1992: V Salón Regional de Artistas, Comfamiliar Atlántico, Barranquilla
- XXXIV. Salón Nacional de Artistas, Corferias, Santafé de Bogota
- 1993: VI Salón Regional de Artistas, Comfamiliar Atlántico, Barranquilla
- 1994: XXXV Salón Nacional de Artistas. Corferias, Santafé de Bogota
- 2001: "Un Revé Rose pour une Rose", CDI Santa Melanie Chantepie, Francie
- 2001: "Caribe Soy", IUFM de Bretagne Rennes, Francie
- 2002: „Mire Salle des Fertes de la Chatoais ve Vern, Francie
- 2003: "Bibliotecarte I" Biblioteca Pública Julio Hoenisgsberg
- 2004: "Pequeño Formato", Comfamiliar Atlántico, Barranquilla
- 2005: "Historia de Fotografia en Colombia 1950-200", Národní muzeum Kolumbie, Bogota
- 2006: "Bibliotecarte IV", Biblioteca Pública Julio Hoenisgsberg
- 2007: "Fotografía Verdad y Stimulación", Národní muzeum Kolumbie
- 2007: "Campo Santo", Lago de Maracay Estado de Aragua, Venezuela
- 2007: "In Memoriam", Galería La Escuela, Universidad de Barranquilla
- 2007: "Somos Todos", Museo del Atlántico
- 2008: "Las Carraozas... Obras de Arte", Casa Del Carnaval, Barranquilla
- 2009: "Arte Sacro", Casa de la Cultura, Sabanalarga, Atlántico
- 2010: "Introitus", Centro de Formación de la Cooperación Española de Cartagena
- 2013: "Mujeres Costeñas en el Arte", Bohemia Centro de Arte, Barranquilla
- 2015: "7 Decada de Vanguardia II", Galería de Arte La Escuela, Universidad del Atlántico
- 2015: Místo Decadas de vanguardia II, Universidad del Atlántico, Barranquilla, Kolumbie
- 2016: "El Valor de Las Emociones", Comfamiliar Atlántico, Barranquilla
- 2017: "Radikální ženy latinskoamerického umění", Hammer Museum, Los Angeles
- 2018: „Radikální ženy latinskoamerického umění“, Brooklyn Museum, New York City
- 2018: "El Arte de la Desobediencia", Museo de ARTE Moderno de Bogotá (MAMBO), Kolumbie 2018 "Radikální ženy latinskoamerického umění", Pinacoteca São Paulo 2018 "Dimensión Desconocida. Otros Relatos del Caribe, Salón Regional del Caribe Colombiano

## Ocenění a vyznamenání
- 1982: Mention, II Salón Rabinovich, Museo de Arte Moderno, Medellín. Druhé místo, I Salón Colombo Americano, Barranquilla [2]
- 1983: Druhá cena, IV Muestra de Medios de Expresión Plástica, Universidad Autónoma, Barranquilla
- 1982: ARTURO Y REBECA RABINOVI, Museo de Arte Moderno de Medellín
- 1982: PRIMER SALON COLOMBO AMERICANO Galería Lincoln, Barranquilla

- Los Recursos de la Imaginación: Artistas Visuales del Caribe Colombiano Primera a segunda Edición Eduardo Márceles Daconte 2010
- Historia de la Fotografía en Kolumbie 1950 – 2000 Eduardo Serrano
- Museo Nacional de Colombia Editorial Planeta
- Museo de Arte Moderno de Bogotá MAMBO LA COLECCIÓN Junio 2016
- Radical Women: Latin American Art 1960-1985 HAMMER MUSEUM Ángeles California Septiembre 2017. Byla vybrána, aby reprezentovala Kolumbii na této výstavě.